# 아드리아나 카셀로티
아드리아나 카셀로티(Adriana Caselotti, 1916년 5월 6일 ~ 1997년 1월 18일)는 미국의 배우, 성우, 가수였다. 1937년 애니메이션 영화 《백설 공주와 일곱 난쟁이》에서 백설공주의 성우를 맡아 연기했으며, 이를 통해 1994년에는 디즈니 레전즈에 이름을 올렸다.

## 어린 시절
아드리아나 카셀로티는 코네티컷 주의 브리지 포트에서 이탈리아계 미국인 가족에게서 태어났다. 그녀의 아버지인 귀도 카셀로티는 우디네에서 온 이민자로 음악 교사이자 보컬 코치로 일했다. 나폴리 출신의 어머니 마리아 오레피스 (1893 - 1961)는 로마 왕립 오페라 극장의 가수였다. 그녀의 언니인 루이즈는 오페라 노래를 부르고 가창 레슨을 했다. 카셀로티가 만 7세가 되었을 때, 그녀의 가족은 오페라단과 함께 여행하면서 그녀의 가족은 Connecticutfor 이탈리아를 떠났다. 카셀로티는 그녀의 어머니가 오페라 공연을 하는동안 로마에 있는 이탈리아 수도원, San Getulio에서 교육을 받았다. 3년 후 그녀의 가족이 뉴욕으로 돌아왔을 때, 카셀로티는 영어를 다시 배우고 아버지와 노래를 공부했다.

## 경력
1935년 MGM에서 합창단의 소녀이자 세션 가수로 활동한 월트 디즈니는 그의 여주인공인 백설공주의 성우로 카셀로티를 고용했다. 그녀는 영화 작업에 2018년의 16,905달러에 해당하는 970달러를 지불했다. 그녀는 나중에 인생에서 새로운 기회를 찾는데 어려움을 겪었다.  잭 베니스는 구체적으로 디즈니에게 라디오 쇼에서 그녀를 사용할 수 있는 허가를 요청했으며 백설공주의 환상을 망치고 싶지 않기 때문에 그녀의 목소리는 어디에도 사용할 수 없다고 말했다. 카셀로티는 영화 사업에서 두 가지 더 많은 직업을 가졌다. 첫 번째는 MGM의 오즈의 마법사 (1939)에서 한 역할을 맡았다. 그녀는 틴 맨의 노래에서 줄리엣의 성우를 맡기도 했다. 1946년에도 연기를 한 적이 있었다.
아드리아나 카셀로티는 백설공주와 일곱 난쟁이를 기념하기 위한 기념품에 서명했다. 추수감사절이었던 1972년 11월 22일, 줄리 앤드루스의 에피소드에서 게스트로 출연해 월트 디즈니의 음악에 경의를 표하고 줄리 앤드루스와 함께 I'm Wishing과 Someday My Prince Will Come을 불렀다. 그녀는 The Mike Douglas Show에서도 게스트 출연을 했다. 카셀로티는 이후 How-To Book을 쓰기도 했다.
이후 그녀는 사인을 팔았고 오페라 경력 (리골레토 등)을 시도했다. 디즈니랜드의 Snow White Grotto가 새 단장을 마친 1990년대 초, 카셀로티는 만 75세에 백설공주를 위해 "I'm Wishing"을 재녹음했다. 1994년에 그녀는 디즈니 레전즈로 지명되었다.

## 개인 삶과 사망
카셀로티는 4번 결혼했다. 그녀의 첫 번째 남편은 1945년 결혼한 지역 극장 티켓 브로커 로버트 채드였다. 결혼 생활은 이혼으로 끝났다. 그녀는 나중에 1952년에 결혼한 배우 노발 미첼을 만났다. 그는 결혼한 후 은퇴한 뒤 1972년에 사망했다. 같은 해 그녀는 1982년에 사망한 요양원 의사인 조셉 다나 코스티간과 결혼했다. 카셀로티는 그녀의 마지막 남편, 1989년에 은퇴한 우편 직원인 Florian St. Pierre와 결혼하여 나중에 이혼했다.
1997년 1월 18일, 카셀로티는 로스앤젤레스 집에서 폐암으로 인한 호흡 부전으로 사망했다. 그녀는 화장을 했고 그녀의 재는 캘리포니아주 뉴 포트 비치에 흩어져있었다.